# Josefa Biondi
Josefa Biondi foi uma política argentina. Ela foi eleita para a Câmara dos Deputados em 1951 como uma das primeiras mulheres parlamentares na Argentina.

## Biografia
Nas eleições legislativas de 1951 foi candidata do Partido Peronista em Santa Fé e uma das primeiras mulheres eleitas para a Câmara dos Deputados. Ela permaneceu no cargo até 1955. Ela foi presa durante a Revolução Libertadora e depois exilou-se em Montevidéu.